# パリ伯

パリ伯の紋章

パリ伯爵（仏：Comte de Paris）は、カロリング朝フランク王国におけるパリ周辺（イル＝ド＝フランス）統治者の称号。パリ伯ユーグ・カペーがフランス王へと推戴され、パリが王都となるに伴い、パリ伯の称号は失われたが、後にカペー家の後継を自認してフランス王となったオルレアン家によって復興された。
文学作品ではシェイクスピアの『ロミオとジュリエット』にパリ伯という架空の人物が登場する。

## 歴代パリ伯

### カロリング宮宰家
- グリフォ （751年 - 753年） - カール・マルテルの子。

### ジラール家
- ジェラール1世 （752年 - 778年）
- エティエンヌ （778年 - 811年）
- ベゴン （815年 - 816年）
- ルタール1世 （816年）
- ジェラール2世 （838/9年 - 841年） - ジラール・ド・ルシヨン
- ルタール2世 （841年 - 858年）
- アダラール （882年 - 890年） - 西フランク王ルイ2世の舅

### 古ヴェルフ家
- コンラート1世 （858年 - 859年）
- コンラート（902年 - 906年）

### ロベール家
- ウード （ - 888年） - 西フランク王
- ロベール1世 - 西フランク王
- ユーグ大公 （923年 - 956年）
- ユーグ・カペー （956年 - 996年）

### ブシャール家
- ブシャール1世 （1005年）
- ルノー - パリ司教

## オルレアン家
19世紀以降、オルレアン家当主が4代にわたりパリ伯を名乗り、フランスの王位継承権を主張している。
オルレアン朝の国王ルイ＝フィリップ1世は、パリ市と先祖であるカペー家への敬意を込めて、嫡孫フィリップにパリ伯の称号を与えた。
- フィリップ（7世） （1838年 - 1894年）
- アンリ（6世） （1908年 - 1999年）
- アンリ（7世） （1933年 - 2019年）フランス公とも称す
- ジャン（4世）（1965年 - ）フランス公とも称す

フランス王党派の中でもレジティミスト（正統主義者）たちは、7月王政以後もフランス・ブルボン家を正統な王家としてきたが、1883年にシャンボール伯アンリ・ダルトワの死によってその継承者が途絶えた。その際、レジティミストの多くは中道右派のオルレアニスト（オルレアン派）に合流してパリ伯フィリップを支持したが、一部はスペイン・ブルボン家のモンティソン伯フアンを立てた。これに対してオルレアニストたちは、スペイン・ブルボン家の祖であるスペイン王フェリペ5世がフランスの王位継承権を放棄したことを重視して、パリ伯フィリップこそ正当なフランス王位継承者であると主張した。王党派の中にはこの王位継承権の放棄については異論があるという。
レジティミストたちはアンジュー公ルイ・アルフォンス（「ルイ20世」）にこそ王位継承権があると主張しているが、オルレアン家の当主がパリ伯の称号を用いることは認めている。